# تشارلز كلارك (موسيقي)
تشارلز كلارك (بالإنجليزية: Charles Clark)‏ هو موسيقي أمريكي، ولد في 11 مارس 1945 في شيكاغو في الولايات المتحدة، وتوفي في 15 أبريل 1969.